# Rząd Kazimierza Marcinkiewicza
Rząd Kazimierza Marcinkiewicza – Rada Ministrów pod kierownictwem premiera Kazimierza Marcinkiewicza, powołana i zaprzysiężona przez prezydenta RP Aleksandra Kwaśniewskiego 31 października 2005. Po złożeniu dymisji i jej przyjęciu przez prezydenta RP Lecha Kaczyńskiego 10 lipca 2006 Rada Ministrów konstytucyjne obowiązki pełniła do 14 lipca 2006.
Rząd mniejszościowy partii Prawo i Sprawiedliwość powołano po wyborach parlamentarnych w wyniku niepowodzenia rozmów z potencjalnym koalicjantem, Platformą Obywatelską. W jego skład oprócz polityków PiS, weszło kilku ministrów bezpartyjnych.
W następstwie kryzysu parlamentarnego wokół uchwalenia ustawy budżetowej w lutym 2006 Jarosław Kaczyński, Roman Giertych (LPR) i Andrzej Lepper (Samoobrona RP) podpisali tzw. pakt stabilizacyjny, który miał umożliwić działanie mniejszościowego rządu. Przetrwał on do następnego miesiąca.
27 kwietnia 2006 Prawo i Sprawiedliwość podpisało umowę koalicyjną z Samoobroną Rzeczpospolitej Polskiej oraz Narodowym Kołem Parlamentarnym (składającym się z przedstawicieli stowarzyszenia Bogusława Kowalskiego Ruch Samorządowy i partii Forum Polskie). 5 maja do koalicji dołączyła Liga Polskich Rodzin, dzięki czemu nowo powstały rząd uzyskał większość w parlamencie.
7 lipca 2006 Kazimierz Marcinkiewicz poinformował Komitet Polityczny PiS o zamiarze podania się do dymisji. Komitet Polityczny PiS zarekomendował Jarosława Kaczyńskiego na stanowisko prezesa Rady Ministrów.
10 lipca 2006 Kazimierz Marcinkiewicz złożył dymisję na ręce prezydenta Lecha Kaczyńskiego, który ją przyjął. Tego samego dnia prezydent powołał na stanowisko PRM Jarosława Kaczyńskiego, powierzając mu tym samym misję stworzenia nowego rządu.

## Exposéiwotum zaufania
10 listopada 2005 rząd po wygłoszeniu przez premiera exposé otrzymał od Sejmu wotum zaufania stosunkiem głosów 272:187 przy większości bezwzględnej wynoszącej 230 głosów.

### Wotum zaufania 10 listopada 2005
| Klub/koło                                            | Klub/koło                    | Głosowanie | Głosowanie     | Głosowanie | Nieobecni |
| Klub/koło                                            | Klub/koło                    | Za         | Wstrzymali się | Przeciw    | Nieobecni |
| ---------------------------------------------------- | ---------------------------- | ---------- | -------------- | ---------- | --------- |
|                                                      | Prawo i Sprawiedliwość       | 154        | 0              | 0          | 0         |
|                                                      | Platforma Obywatelska        | 0          | 0              | 132        | 0         |
|                                                      | Samoobrona RP                | 56         | 0              | 0          | 0         |
|                                                      | Sojusz Lewicy Demokratycznej | 0          | 0              | 54         | 1         |
|                                                      | Liga Polskich Rodzin         | 32         | 0              | 0          | 0         |
|                                                      | Polskie Stronnictwo Ludowe   | 25         | 0              | 0          | 0         |
|                                                      | Posłowie niezrzeszeni        | 5          | 0              | 1          | 0         |
| ŁĄCZNIE                                              | ŁĄCZNIE                      | 272        | 0              | 187        | 1         |
| Większość bezwzględna: 230, wotum zaufania udzielono |                              |            |                |            |           |

## Rada Ministrów Kazimierza Marcinkiewicza (2005–2006)
| Funkcja                                         | Imię i nazwisko              | Imię i nazwisko                  | Czas pełnienia funkcji    | Czas pełnienia funkcji |
| Funkcja                                         | Imię i nazwisko              | Imię i nazwisko                  | Od                        | Do                     |
| ----------------------------------------------- | ---------------------------- | -------------------------------- | ------------------------- | ---------------------- |
| Prezes Rady Ministrów                           |                              | Kazimierz Marcinkiewicz (PiS)    | 31 października 2005(dts) | 14 lipca 2006(dts)     |
| Przewodniczący Komitetu Integracji Europejskiej | 9 maja 2006(dts)             | Kazimierz Marcinkiewicz (PiS)    | 14 lipca 2006(dts)        |                        |
| Minister spraw wewnętrznych i administracji     | Ludwik Dorn (PiS)            | 31 października 2005(dts)        | 14 lipca 2006(dts)        |                        |
| Wiceprezes Rady Ministrów                       | Ludwik Dorn (PiS)            | 21 listopada 2005(dts)           | 14 lipca 2006(dts)        |                        |
| Minister rozwoju regionalnego                   |                              | Grażyna Gęsicka                  | 31 października 2005(dts) | 14 lipca 2006(dts)     |
| Minister rolnictwa i rozwoju wsi                |                              | Krzysztof Jurgiel (PiS)          | 31 października 2005(dts) | 5 maja 2006(dts)       |
| Minister sportu                                 |                              | Tomasz Lipiec                    | 31 października 2005(dts) | 14 lipca 2006(dts)     |
| Minister finansów                               | Teresa Lubińska              | 31 października 2005(dts)        | 7 stycznia 2006(dts)      |                        |
| Minister spraw zagranicznych                    | Stefan Meller                | 31 października 2005(dts)        | 9 maja 2006(dts)          |                        |
| Przewodniczący Komitetu Integracji Europejskiej | Stefan Meller                | 31 października 2005(dts)        | 9 maja 2006(dts)          |                        |
| Minister pracy i polityki społecznej            |                              | Krzysztof Michałkiewicz (PiS)    | 31 października 2005(dts) | 5 maja 2006(dts)       |
| Minister skarbu państwa                         |                              | Andrzej Mikosz                   | 31 października 2005(dts) | 3 stycznia 2006(dts)   |
| Minister transportu i budownictwa               |                              | Jerzy Polaczek (PiS)             | 31 października 2005(dts) | 5 maja 2006(dts)       |
| Minister transportu                             | 5 maja 2006(dts)             | Jerzy Polaczek (PiS)             | 14 lipca 2006(dts)        |                        |
| Minister zdrowia                                |                              | Zbigniew Religa (Partia Centrum) | 31 października 2005(dts) | 14 lipca 2006(dts)     |
| Minister edukacji i nauki                       |                              | Michał Seweryński                | 31 października 2005(dts) | 5 maja 2006(dts)       |
| Minister nauki i szkolnictwa wyższego           | 5 maja 2006(dts)             | Michał Seweryński                | 14 lipca 2006(dts)        |                        |
| Minister obrony narodowej                       | Radosław Sikorski            | 31 października 2005(dts)        | 14 lipca 2006(dts)        |                        |
| Minister środowiska                             |                              | Jan Szyszko (PiS)                | 31 października 2005(dts) | 14 lipca 2006(dts)     |
| Minister kultury i dziedzictwa narodowego       | Kazimierz Ujazdowski (PiS)   | 31 października 2005(dts)        | 14 lipca 2006(dts)        |                        |
| Minister-członek Rady Ministrów                 | Zbigniew Wassermann (PiS)    | 31 października 2005(dts)        | 14 lipca 2006(dts)        |                        |
| Minister gospodarki                             |                              | Piotr Woźniak                    | 31 października 2005(dts) | 14 lipca 2006(dts)     |
| Minister sprawiedliwości                        |                              | Zbigniew Ziobro (PiS)            | 31 października 2005(dts) | 14 lipca 2006(dts)     |
| Wiceprezes Rady Ministrów                       |                              | Zyta Gilowska                    | 7 stycznia 2006(dts)      | 24 czerwca 2006(dts)   |
| Minister finansów                               | 7 stycznia 2006(dts)         | Zyta Gilowska                    | 24 czerwca 2006(dts)      |                        |
| Minister skarbu państwa                         |                              | Wojciech Jasiński (PiS)          | 15 lutego 2006(dts)       | 14 lipca 2006(dts)     |
| Wiceprezes Rady Ministrów                       |                              | Roman Giertych (LPR)             | 5 maja 2006(dts)          | 14 lipca 2006(dts)     |
| Minister edukacji narodowej                     | 5 maja 2006(dts)             | Roman Giertych (LPR)             | 14 lipca 2006(dts)        |                        |
| Wiceprezes Rady Ministrów                       |                              | Andrzej Lepper (Samoobrona)      | 5 maja 2006(dts)          | 14 lipca 2006(dts)     |
| Minister rolnictwa i rozwoju wsi                | 5 maja 2006(dts)             | Andrzej Lepper (Samoobrona)      | 14 lipca 2006(dts)        |                        |
| Minister budownictwa                            | Antoni Jaszczak (Samoobrona) | 5 maja 2006(dts)                 | 14 lipca 2006(dts)        |                        |
| Minister pracy i polityki społecznej            | Anna Kalata (Samoobrona)     | 5 maja 2006(dts)                 | 14 lipca 2006(dts)        |                        |
| Minister gospodarki morskiej                    |                              | Rafał Wiechecki (LPR)            | 5 maja 2006(dts)          | 14 lipca 2006(dts)     |
| Minister spraw zagranicznych                    |                              | Anna Fotyga (PiS)                | 9 maja 2006(dts)          | 14 lipca 2006(dts)     |
| Minister finansów                               |                              | Paweł Wojciechowski              | 24 czerwca 2006(dts)      | 14 lipca 2006(dts)     |

## W dniu zaprzysiężenia 31 października 2005
- Kazimierz Marcinkiewicz (PiS) – prezes Rady Ministrów
- Ludwik Dorn (PiS) – minister spraw wewnętrznych i administracji
- Grażyna Gęsicka (bezpartyjna) – minister rozwoju regionalnego
- Krzysztof Jurgiel (PiS) – minister rolnictwa i rozwoju wsi
- Tomasz Lipiec (bezpartyjny) – minister sportu
- Teresa Lubińska (bezpartyjna) – minister finansów
- Stefan Meller (bezpartyjny) – minister spraw zagranicznych, przewodniczący Komitetu Integracji Europejskiej
- Krzysztof Michałkiewicz (PiS) – minister pracy i polityki społecznej
- Andrzej Mikosz (bezpartyjny) – minister skarbu państwa
- Jerzy Polaczek (PiS) – minister transportu i budownictwa
- Zbigniew Religa (Partia Centrum) – minister zdrowia
- Michał Seweryński (bezpartyjny) – minister edukacji i nauki
- Radosław Sikorski (bezpartyjny) – minister obrony narodowej
- Jan Szyszko (PiS) – minister środowiska
- Kazimierz Ujazdowski (PiS) – minister kultury i dziedzictwa narodowego
- Zbigniew Wassermann (PiS) – minister-członek Rady Ministrów
- Piotr Woźniak (bezpartyjny) – minister gospodarki
- Zbigniew Ziobro (PiS) – minister sprawiedliwości

## Kancelaria Prezesa Rady MinistrówKazimierza Marcinkiewiczaod 31 października 2005 do 14 lipca 2006
- Mariusz Błaszczak (PiS) – sekretarz stanu, szef od 31 października 2005 do 14 lipca 2006
- Piotr Tutak (PiS) – sekretarz stanu od 31 października 2005, zastępca szefa od 8 listopada 2005
- Ryszard Schnepf – sekretarz stanu ds. zagranicznych od 31 października 2005 do 1 czerwca 2006
- Mariusz Kamiński (PiS) – sekretarz stanu od 31 października 2005 do 6 lipca 2006
- Adam Lipiński (PiS) – sekretarz stanu ds. kontaktów z parlamentem od 4 listopada 2005
- Zbigniew Derdziuk – sekretarz stanu od 14 listopada 2005 do 13 lipca 2006, przewodniczący Komitetu Stałego Rady Ministrów od 17 listopada 2005 do 13 lipca 2006
- Teresa Lubińska – sekretarz stanu ds. nowej struktury tworzenia budżetu od 7 stycznia 2006
- Leszek Jesień – sekretarz stanu ds. zagranicznych od 27 czerwca 2006
- Konrad Ciesiołkiewicz – podsekretarz stanu, rzecznik prasowy rządu od 31 października 2005 do 13 lipca 2006
- Marek Pasionek – podsekretarz stanu, zastępca ministra–członka Rady Ministrów i koordynatora służb specjalnych od 12 grudnia 2005 do 14 lipca 2006
- Jolanta Rusiniak – sekretarz Rady Ministrów i prezes Rządowego Centrum Legislacji od 15 listopada 2005 do 14 lipca 2006
- Jakub Skiba – dyrektor generalny Kancelarii od 1 grudnia 2005 do 14 lipca 2006